# Борисовський міст (Тверська область)
Борисовський міст (Тростинський міст) — автодорожній міст через річку Волгу, розташований в Селижаровському районі Тверської області на автодорозі «„Осташков-Ржев“ — Борисово» між селами Тростино і Борисово.
Був створений в рамках роботи над Ржевським гідровузлом згідно з постановою Ради Міністрів СРСР від 21 грудня 1982 № 1110 «Про будівництво Ржевського гідровузла на річці Волзі для водопостачання м. Москви».
Всі мости цього проекту мали збільшену висоту, щоб забезпечити прохід суден під цими мостами
Під час будівництва об'єкт мав назву «Міст через річку Волга біля села Борисово», проектувальником виступив «Гіпрокоммундортранс», будівельником став Мостоотряд № 19.
Міст введений в експлуатацію в 1994 році